# Kaple Panny Marie Bolestné (Frymburk)
Římskokatolická kaple Panny Marie Bolestné neboli Vysoká muka se nachází na výšině zvané Na Martě nad Frymburkem. Má půdorys obdélníka o rozměrech přibližně 6 × 8 metrů s polygonální apsidou na východní kratší straně. Její západní průčelí je zakončeno malou vížkou.
Byla postavena v roce 1898 a z Frymburku k ní vedla křížová cesta, po které sem putovala procesí až do roku 1950. V období komunistického režimu byly kaple i křížová cesta poničeny a od roku 1992 postupně opravovány ve spolupráci s bývalými německými farníky pod záštitou obce Frymburk; k jejich benedikci došlo v roce 2000. Nynějším vlastníkem kaple je městys Frymburk. U kaple se nachází studánka.

## Historie
Stavba současné kaple byla zahájena 8. července 1897 podle stavebního plánu Ondřej Wagnera, stavebního mistra z Frymburka. Náklady na stavbu činily asi dva tisíce zlatých, z nichž necelá polovina byla hrazena ze sbírky farníků zorganizované frymburským kaplanem Benediktem Sobotkou a zbytek věnoval premonstrátský klášter ve Schläglu. Kaple byla na podzim 1898 dokončena a slavnostně vysvěcena 13. října 1898. Z tyrolského Grödenu byla pro kapli pořízena skupina tří soch s Ukřižovaným uprostřed - Kalvárie. Vnitřní výzdobu tvořily šumavské obrázky malované na skle, které znázorňovaly křížovou cestu. Z vnitřní strany nad vchodem byla zobrazena původní kaple Ukřižovaného, která na místě stála do června 1897.